# 阿曼把依·达吾提
阿曼把依·达吾提（1966年—），新疆霍城人，哈萨克族，中华人民共和国政治人物、第十一届全国人民代表大会新疆地区代表。
毕业于新疆大学化学专业，是中共党员。担任新疆维吾尔自治区伊犁州环境监测中心站副站长。2008年起担任全国人大代表。